# Niezgoda (województwo dolnośląskie)
Niezgoda (niem. Nesigode) – wieś w Polsce położona w województwie dolnośląskim, w powiecie trzebnickim, w gminie Żmigród.

## Podział administracyjny
1973–1977 w gminie Sułów (1973–1975 w powiecie milickim).
W latach 1975–1998 miejscowość położona była w województwie wrocławskim.

## Historia
Źródła wymieniają wieś od roku 1591. Założył ją baron Henryk Kurzbach. We wsi funkcjonowały wtedy m.in. młyn wodny, owczarnia i działali bartnicy. Na przełomie XVII i XVIII wieku istniała w osadzie hodowla węży i wydr (tępicieli gryzoni). Od roku 1838 działała we wsi szkoła. W roku 1843 książę Hetzfeld wzniósł w okolicy pałacyk myśliwski wraz ze zwierzyńcem (1500 ha, zniszczony przez Rosjan w roku 1945). Polowali tu m.in. cesarze: Wilhelm I i Wilhelm II, a później również nazista – Hermann Göring. Był to obiekt spartański, pozbawiony bieżącej wody, toalet i prądu. W okresie hitlerowskiego reżimu w latach 1936–1945 miejscowość nosiła nazwę Jagdhausen.
Po II wojnie światowej teren zasiedlili ekspatrianci wywodzący się w 80% z wiosek Hucisko i Miedziaki w powiecie bóbreckim województwa lwowskiego. 12 kwietnia 2016 r. dla upamiętnienia mieszkańców tych wiosek, pomordowanych przez UPA w dniu 12 kwietnia 1944 r., odsłonięto w Niezgodzie pomnik, zawierający imiona i  nazwiska prawie 100 ofiar.  
W roku 2009, w części Dąbki, postawiono drewnianą rzeźbę krokodyla, stworzoną przez lokalnego artystę.

## Atrakcje turystyczne
Na Baryczy zlokalizowany jest jaz zwany Tamą Göringa (dawniej Wielka Śluza). Jest to jedyny drewniany jaz na Baryczy. Pochodzi z XVI wieku. Zmodernizowano go w roku 1956, a restaurowano w roku 2000. Stała wysokość piętrzenia wynosi 2,16 m, a strefa piętrzenia zaczyna się 1,5 km przed jazem. Obok przebiega też brukowana droga zwana Drogą Göringa. Oba obiekty nie miały nic wspólnego z Hermannem Göringiem, poza tym, że polował on w okolicznych lasach. W roku 1993 osiedlono w tym rejonie bobry pochodzące z Puszczy Knyszyńskiej. Przez wieś przebiega ścieżka edukacyjna Trzy stawy, zapoznająca turystów z przyrodą Stawów Milickich.